# Tau Ceti
Tau Ceti (τ Cet / τ Ceti) è una stella visibile nella costellazione della Balena, di magnitudine +3,50. Trovandosi a una distanza di 11,9 anni luce dal sistema solare, è la diciannovesima stella più vicina, nonché la settima stella più vicina visibile a occhio nudo e la stella singola di classe G più vicina al Sole.
τ Ceti è classificata come una nana gialla di classe spettrale G8,5 V; è dunque una stella simile al Sole, anche se più piccola: possiede infatti una massa pari al 78% di quella solare, una luminosità circa la metà di quella solare e un raggio equivalente al 79% di quello della nostra stella.
L'astro possiede un valore di metallicità piuttosto basso, una caratteristica che, da un punto di vista statistico, avrebbe reso poco probabile la presenza di pianeti attorno alla stella. Ciò nonostante, nel dicembre 2012 è stata annunciata la scoperta di cinque pianeti del tipo super Terra, due dei quali sarebbero situati all'interno della zona abitabile del sistema planetario. A completare il sistema concorre un disco di detriti, che contiene una quantità di materia, comprendente anche probabili asteroidi e comete, circa dieci volte maggiore rispetto a quella che costituisce le analoghe strutture del sistema solare.
τ Ceti appare una stella stabile, con appena lievi variazioni nella sua attività. Nonostante si ritenga che, a causa della folta cintura asteroidale, un eventuale pianeta simile alla Terra subirebbe un costante e intenso bombardamento meteorico, le somiglianze con il Sole e la relativa vicinanza al sistema solare hanno generato un grande interesse nei suoi confronti: τ Ceti è infatti tra gli obiettivi del programma SETI dedicato alla ricerca della vita intelligente extraterrestre ed è citata in numerose opere di fantascienza.

## Osservazione
τ Ceti appare come una stella dal colore giallo-arancio visibile nella parte meridionale della vasta costellazione della Balena, ed è situata leggermente a sud dell'equatore celeste, non molto lontana dalle due stelle più famose della costellazione: Mira (ο Ceti) e Deneb Kaitos (β Ceti), rispettivamente la capostipite di una classe di variabili e la stella più brillante della costellazione.

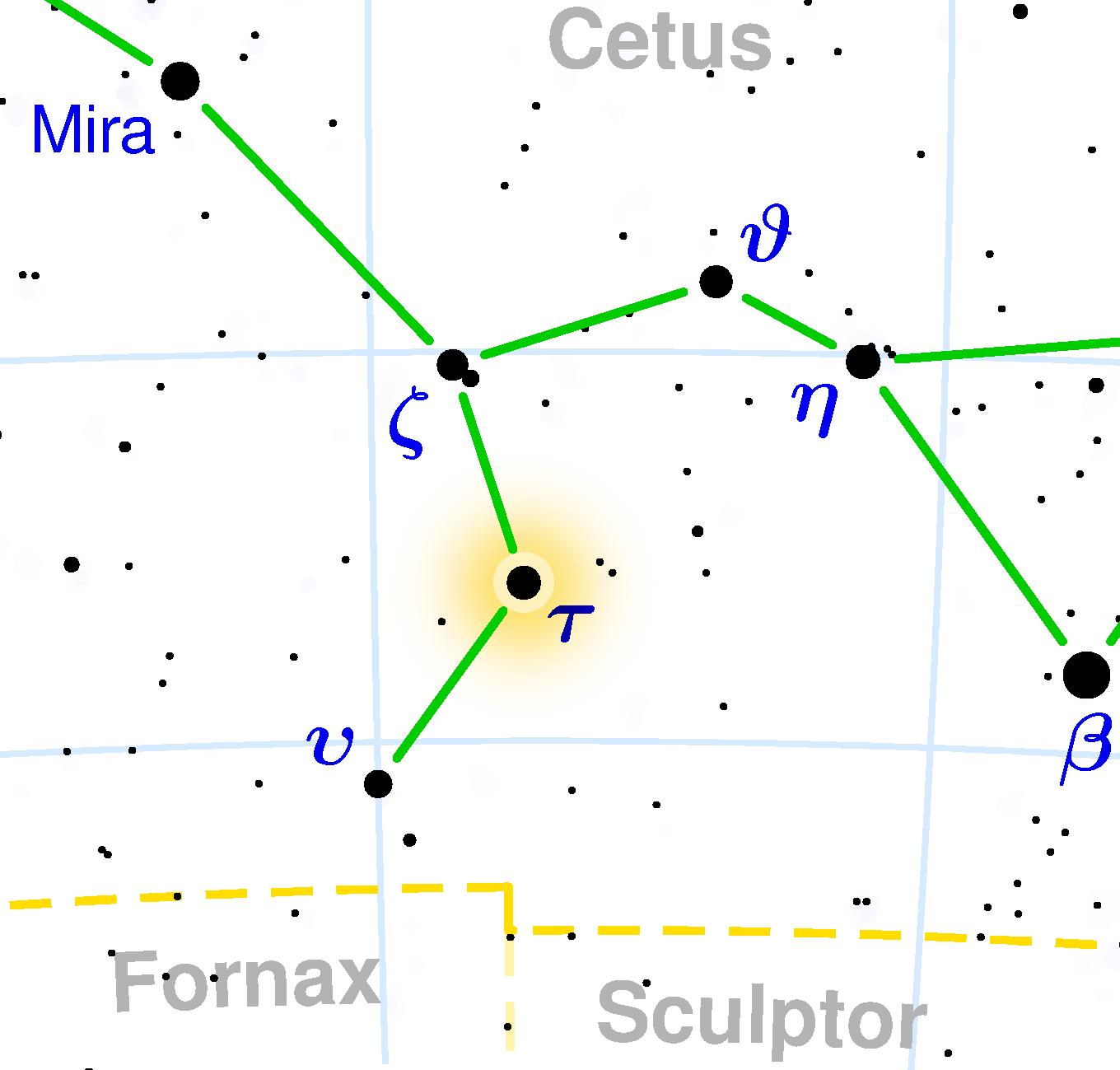
La posizione di nella costellazione.

La sua declinazione è −15° 56′, di conseguenza risulta visibile da quasi tutte le aree popolate della Terra; solo più a nord del parallelo 74°N la stella non sorge mai sopra l'orizzonte, mentre diventa circumpolare solo a sud del parallelo 74°S, ossia nel continente antartico. Con una magnitudine pari a +3,50, è la sesta stella più luminosa della costellazione della Balena, e la si può osservare anche dai piccoli centri urbani senza difficoltà, sebbene un cielo non eccessivamente inquinato sia maggiormente indicato per la sua individuazione. Il periodo migliore per la sua osservazione nel cielo serale ricade nei mesi compresi fra settembre e febbraio; da entrambi gli emisferi il periodo di visibilità rimane indicativamente lo stesso, grazie alla posizione della stella in vicinanza dell'equatore celeste.

## Moti spaziali e ambiente galattico
Il moto proprio di una stella è il suo moto apparente sulla sfera celeste rispetto ad un oggetto di fondo il più lontano possibile, ed è causato dall'effettivo movimento della stella rispetto al Sole. τ Ceti è considerata una stella ad elevato moto proprio, con uno spostamento nella sfera celeste di quasi due secondi d'arco all'anno; un simile valore è indicativo della vicinanza della stella al Sole.

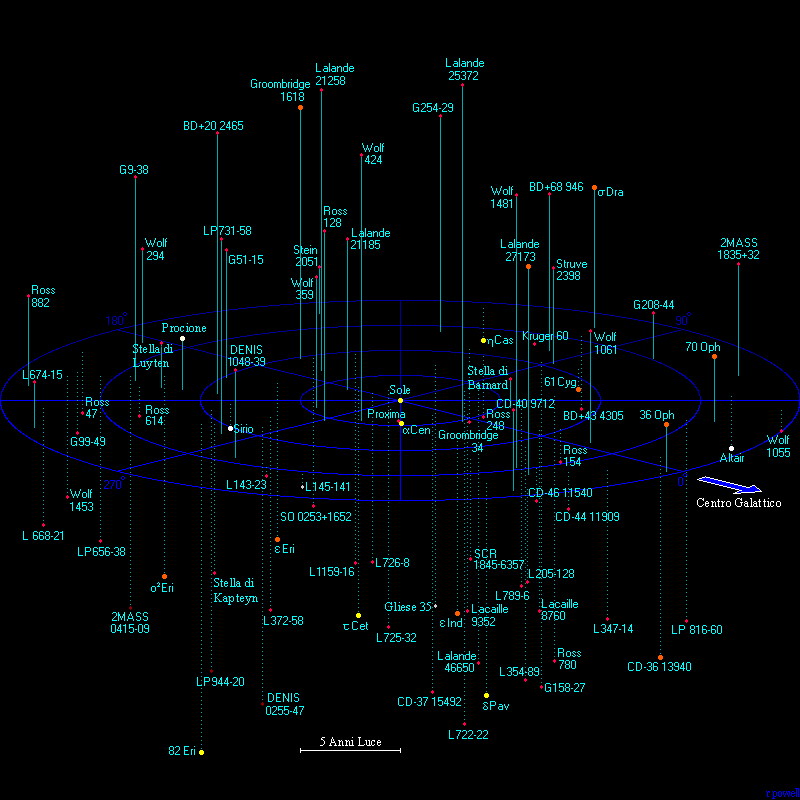
Mappa delle stelle entro un raggio di 20 anni luce dal Sole. Si apprezza la posizione di rispetto al Sole, al piano galattico e al centro galattico.

La velocità radiale di una stella indica invece se si sta avvicinando o allontanando rispetto al Sole; tale grandezza, a differenza del moto proprio, non può tuttavia essere misurata direttamente, ma per via spettroscopica. A causa dell'effetto Doppler, le linee di assorbimento si spostano verso il rosso nel caso in cui l'oggetto si stia allontanando, o verso il blu qualora si stia avvicinando alla Terra. Nel caso di τ Ceti la velocità radiale è circa −17 km/s, dove il segno negativo indica che la stella è in avvicinamento al sistema solare.
Le stelle vicine percorrono uno spazio maggiore nella sfera celeste, pertanto sono buone candidate per la rilevazione della parallasse, che permette una stima abbastanza precisa dell'effettiva distanza della stella dal sistema solare. Nel caso di τ Ceti, la parallasse misurata indica una distanza di 11,9 anni luce, che ne fa il 19° astro più vicino al sistema solare e la stella singola di classe G più vicina. Per questo motivo, τ Ceti condivide grossomodo il medesimo ambiente galattico della nostra stella, all'interno della Bolla Locale del Braccio di Orione.
La stella più vicina a τ Ceti è la nana rossa YZ Ceti, che dista 1,6 anni luce, mentre a 3,2 a.l. si trova Luyten 726-8, un sistema binario costituito da due nane rosse. A 5,5 anni luce si trova ε Eridani, una nana arancione attorno alla quale orbita un sistema planetario comprendente un pianeta extrasolare, due cinture asteroidali e un ampio disco di corpi ghiacciati. A poco più di 6 anni luce si trova la stella di van Maanen, una delle nane bianche più vicine non solo a τ Ceti ma anche al sistema solare. Numerose altre stelle sono poste entro un raggio di 10 a.l. da τ Ceti, ma sono tutte delle piccole nane rosse prive di rilievo.
La distanza di τ Ceti, insieme al suo moto proprio e alla velocità radiale, permette inoltre di calcolarne i movimenti attraverso la Via Lattea. La velocità relativa al Sole è di 37 km/s; questo risultato può essere usato per calcolare il percorso orbitale della stella nella Galassia. La stella orbita attorno al centro galattico ad una distanza di 9,7 chiloparsec (32 000 al)), con un'eccentricità orbitale di 0,22. Le sue coordinate galattiche sono 173,10° e −73,44°. Una longitudine galattica di circa 173° significa che la linea ideale che congiunge il Sole e la stella, se proiettata sul piano galattico, forma con la linea ideale che congiunge il Sole con il centro galattico un angolo di 173°; ciò implica che τ Ceti è leggermente più lontana dal centro galattico di quanto non lo sia il Sole. Una latitudine galattica di circa −73° significa invece che la distanza che separa il Sole da τ Ceti è per la maggior parte dovuta al fatto che le due stelle non sono allineate sullo stesso piano e che τ Ceti si trova più a sud rispetto al piano su cui si trovano il Sole e il centro galattico.

## Proprietà fisiche

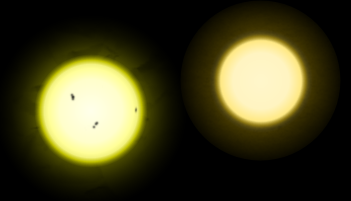
Un confronto tra il Sole (a sinistra) e (a destra).

Le osservazioni più recenti condotte su τ Ceti suggeriscono che si tratti di una stella singola; in realtà, è stata osservata una compagna ottica più debole a più di 10 arcosecondi di distanza che non si esclude possa essere gravitazionalmente legata a τ Ceti. Dal momento che non sono state osservate perturbazioni astrometriche o della velocità radiale, è stata esclusa la presenza di un compagno massiccio posto in un'orbita vicina, quale ad esempio un pianeta gioviano caldo; pertanto un eventuale gigante gassoso attorno a τ Ceti potrebbe trovarsi a una distanza simile a quella che separa Giove dal Sole.
Molto di quello che è noto circa le proprietà fisiche di τ Ceti, come l'età, la massa, il raggio e la luminosità, è stato stimato mediante misure spettroscopiche, confrontando al computer diversi modelli sull'evoluzione stellare. Inoltre, la misura del raggio della stella è stata eseguita anche in maniera diretta tramite rilevazioni interferometriche, con un'accuratezza dello 0,5%. Con questo metodo, il raggio di τ Ceti è risultato pari al 79,3±0,4% del raggio solare, dato compatibile con le dimensioni attese per una stella con una massa lievemente inferiore a quella del Sole.

### Luminosità e attività magnetica
La luminosità di τ Ceti è compresa nell'intervallo tra il 45 e il 55% della luminosità solare; pertanto, per poter ricevere lo stesso livello di irraggiamento della Terra un pianeta terrestre dovrebbe orbitare attorno alla stella alla distanza di circa 0,7 au, equivalente alla distanza media che separa il pianeta Venere dal Sole.
La cromosfera di τ Ceti, cioè la porzione dell'atmosfera stellare sovrastante la fotosfera, che è la parte che emette la maggior parte della luce di una stella, attualmente mostra un'attività magnetica nulla o bassissima, indicando che si tratta di una stella molto stabile. Uno studio, durato nove anni, mirato ad analizzare le variazioni della temperatura, della granulazione e della cromosfera della stella ha mostrato l'assenza di variazioni sistematiche; l'analisi delle emissioni del calcio ionizzato (Ca II) attorno alle bande di assorbimento infrarosse H e K, strettamente associate all'attività magnetica di superficie, mostra comunque l'esistenza di un possibile ciclo di undici anni, ma si tratterebbe di un ciclo relativamente debole rispetto a quello solare. Alternativamente è stato suggerito che la stella potrebbe trovarsi in uno stato di bassa attività analogo al minimo di Maunder, un periodo di attività abnormemente bassa (che coincise con la cosiddetta "piccola era glaciale") durante il quale le macchie divennero estremamente rare sulla superficie del Sole. I profili delle linee spettrali di τ Ceti sono estremamente stretti, indice di una bassa turbolenza e di una bassa velocità di rotazione. L'ampiezza delle oscillazioni della stella è pari a circa la metà di quelle del Sole, e le loro manifestazioni hanno una vita meno lunga.

### Rotazione e gravità superficiale
Il periodo di rotazione di τ Ceti è stato misurato a partire dalle variazioni periodiche delle bande H e K del Ca II: infatti, il periodo di variazione corrisponde al tempo necessario alle zone attive superficiali (in particolare le macchie fotosferiche) per compiere un'intera rotazione e, nel caso di τ Ceti, è stimato in 34 giorni. A causa dell'effetto Doppler, la velocità di rotazione influisce sull'ampiezza delle linee di assorbimento dello spettro: infatti, la luce emessa dal lato della stella che si muove allontanandosi dall'osservatore sarà spostata verso una lunghezza d'onda più lunga (redshift), mentre la luce emessa dal lato che si muove verso l'osservatore sarà spostata verso una lunghezza d'onda più corta (blueshift). Pertanto, dall'analisi dell'ampiezza di queste linee si può stimare la velocità di rotazione di una stella.

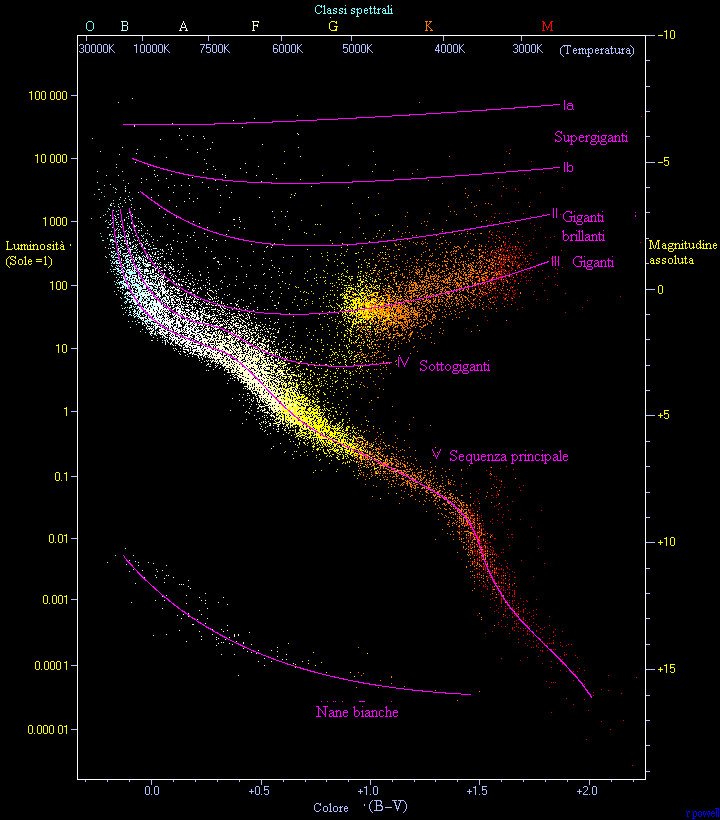
Nel diagramma HR la posizione di è quasi la medesima di quella del Sole.

La velocità di rotazione calcolata per τ Ceti è pari a:
{\displaystyle v_{eq}\cdot \sin i\ \approx \ 1\ {\text{km/s}}}.
dove veq è la velocità di rotazione all'equatore e i è l'angolo di inclinazione dell'asse di rotazione rispetto alla linea di osservazione. Per una tipica stella G8, la velocità di rotazione è di circa 2,5 km/s; il valore calcolato, relativamente basso, può indicare che attualmente osserviamo τ Ceti da una direzione che è all'incirca quella di uno dei suoi poli. In effetti, anche uno studio del 2023 indica che la l'inclinazione dell'asse di rotazione della stella rispetto alla linea di vista di soli 7°, che implica che la stessa punta in direzione della Terra uno dei suoi poli. In base a questo parametro è stato misurato un periodo di rotazione di 46±4 giorni.
Oltre alla rotazione, un altro fattore che può rendere più ampie le linee di assorbimento è la pressione superficiale. La radiazione emessa da una singola particella viene influenzata dalla presenza delle particelle vicine; in particolare, l'ampiezza della linea dipende dalla pressione sulla superficie della stella, che a sua volta dipende dalla temperatura e dalla gravità superficiale. Nel caso di τ Ceti, il logaritmo della gravità superficiale (log g), è di circa 4,59, un valore molto simile a quello calcolato per il Sole, pari a 4,44.

### Età e composizione chimica
La composizione chimica di una stella fornisce indizi importanti sulla sua storia evolutiva, includendo l'epoca in cui si è formata. Il mezzo interstellare, cui appartengono i conglomerati di polvere e gas dai quali si formano le stelle, è principalmente composto di idrogeno ed elio, con tracce di elementi più pesanti. Le stelle, in particolare le più massicce, producono al loro interno questi elementi più pesanti a partire dall'idrogeno e dall'elio tramite complesse reazioni di fusione nucleare, proprie dei diversi stadi evolutivi; al termine della propria evoluzione, esse disperdono i propri strati più esterni in maniera più o meno violenta nel mezzo interstellare, arricchendolo degli elementi che hanno prodotto. Per questi motivi le stelle più giovani tendono ad avere una quantità maggiore di elementi pesanti nelle loro atmosfere rispetto a quelle più antiche. Questi elementi più pesanti sono definiti in maniera generica "metalli" e la proporzione degli elementi pesanti rilevata in una stella è chiamata metallicità.
Il tasso di metallicità di una stella è calcolato come il rapporto tra l'abbondanza del ferro (Fe), elemento pesante facilmente osservabile nello spettro, e quella dell'idrogeno (H); il logaritmo dell'abbondanza relativa del ferro viene confrontato rispetto a quella del Sole. Nel caso di τ Ceti, la metallicità atmosferica è pari a {\displaystyle {\begin{smallmatrix}\left[{\frac {Fe}{H}}\right]\;=\;-0,55\end{smallmatrix}}}, ossia poco meno di un terzo dell'abbondanza del ferro nel Sole. Misure fatte in passato hanno fornito risultati variabili, compresi tra −0,13 e −0,60.
τ Ceti è una stella di sequenza principale; il basso contenuto di ferro indica però che quasi certamente è più vecchia del Sole: la sua età era inizialmente stimata in circa 10 miliardi di anni, mentre le stime più recenti la considerano più giovane, con un'età stimata di 5,8 miliardi di anni, non di molto superiore a quella stimata per il Sole, che è di 4,57 miliardi di anni. Ad ogni modo, le stime sull'età elaborate per τ Ceti variano in un range abbastanza ampio a seconda del modello fisico adottato per la stima, da 4,4 a 12 miliardi di anni.

## Il sistema

### Disco di detriti

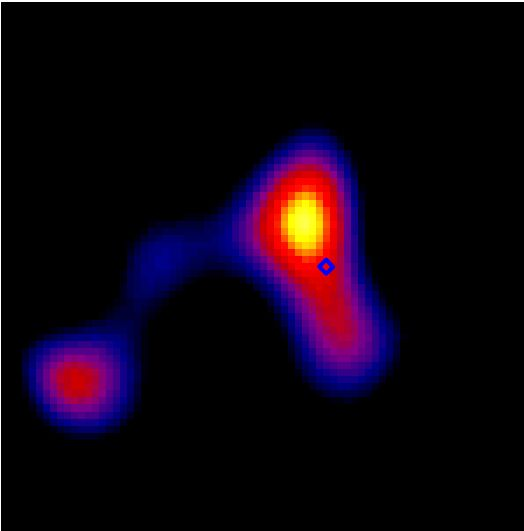
Immagine ripresa nell'infrarosso dal James Clerk Maxwell Telescope che mostra il disco di detriti in orbita attorno alla stella.

Nel luglio 2004 un gruppo di astronomi britannici, capitanato da Jane Greaves, utilizzando lo strumento SCUBA (Submillimetre Common-User Bolometer Array) del James Clerk Maxwell Telescope, ha scoperto attorno a τ Ceti la presenza di un disco di detriti, composto da asteroidi, comete, ghiacci, meteoriti e polveri, misurando la quantità di radiazione emessa dalla stella alle lunghezze d'onda dell'infrarosso lontano (25-250 µm).
Il disco ha una struttura simmetrica; il suo limite interno è situato a circa 10 au dalla stella, mentre il limite esterno si estende mediamente a 55 UA. La gran parte della materia del disco si concentra però in una fascia distante da τ Ceti circa 35-50 UA, molto oltre il confine esterno della zona abitabile. Tali caratteristiche rendono tale disco affine alla fascia di Kuiper del sistema solare, posta ad una distanza dal Sole di circa 30-50 UA.
Il disco contiene una quantità di materia pari a circa 10 volte quella che orbita nelle cinture asteroidali del sistema solare, anche se la densità della cintura di τ Ceti è circa 1/20 della densità delle simili strutture che circondano la vicina ε Eridani. Pertanto, il notevole numero di asteroidi e comete orbitanti intorno alla stella è ritenuto un fattore sfavorente la possibile esistenza di vita complessa nel sistema, dal momento che qualsiasi pianeta subirebbe impatti astronomici con una frequenza circa 10 volte maggiore rispetto alla Terra, anche se tale frequenza si ridurrebbe ipotizzando che l'eventuale corpo abitato possa essere un satellite orbitante intorno ad un gigante gassoso delle dimensioni di Giove o Saturno. Nella sua ricerca Greaves ritiene "probabile che [qualsiasi pianeta attorno a τ Ceti] sperimenti un costante bombardamento da asteroidi del tipo che si crede abbia provocato l'estinzione dei dinosauri". Questi bombardamenti potrebbero inibire un'eventuale evoluzione e lo sviluppo della biodiversità nel periodo che intercorre tra gli impatti. Ad ogni modo, rimane valida l'ipotesi, anche se mai provata, dell'esistenza di un gigante gassoso di dimensioni gioviane che possa esercitare un'azione di protezione deflettendo comete e asteroidi.
Per persistere per un periodo di tempo così lungo, il disco di polvere deve essere costantemente alimentato dalle reciproche collisioni che coinvolgono i corpi di dimensioni maggiori. Pertanto, il sistema di τ Ceti dimostra che le stelle non necessariamente perdono nel corso dei miliardi di anni i dischi di materia residuati dalla dispersione della nube entro la quale si sono formate; anzi, è possibile che la presenza di una cintura asteroidale massiccia sia una caratteristica comune alle stelle simili al Sole. Il Sole stesso però costituisce un'eccezione: la relativa bassa densità di corpi rocciosi, ghiacci, polvere e altri detriti suggerirebbe che la nostra stella, nei primi milioni di anni della sua esistenza, possa esser passata in prossimità di un'altra stella, la cui gravità avrebbe catturato la maggior parte delle comete e asteroidi del sistema solare oppure li avrebbe espulsi nello spazio interstellare. Inoltre la presenza di grossi dischi circumstellari di polveri ha modificato le congetture degli astronomi riguardo ai meccanismi che intervengono nel processo di formazione planetaria: i modelli computerizzati suggeriscono che i dischi di materia più massicci, dove le frequenti collisioni generano continuamente polveri, sembrano agevolare la rapida formazione dei pianeti.

### I pianeti

#### Ricerca di pianeti abitabili
Tra i principali fattori d'interesse relativi a τ Ceti vi è certamente la sua somiglianza al Sole, che la rende un candidato interessante nella ricerca di pianeti abitabili in grado di ospitare forme di vita extraterrestre. Secondo Hall e Lockwood, i termini "stella simile al Sole", "analogo solare" e "gemella del Sole" indicano nell'ordine un crescente grado di somiglianza con il Sole. τ Ceti si colloca nella seconda categoria, in quanto ha una massa simile al Sole e una bassa variabilità, ma è carente di metalli. Le similitudini con la nostra stella hanno ispirato per decenni la cultura popolare, in particolar modo gli autori di opere fantascientifiche, ma hanno anche fatto sì che la stella costituisse l'obiettivo di ricerche scientifiche.
A partire dal 1988 la velocità radiale della stella è stata oggetto di studio al fine di appurare la presenza di pianeti giganti ad una distanza simile a quella di Giove dal Sole. Fino al 2012 queste ricerche avevano sempre escluso la presenza di pianeti attorno alla stella, in particolare di eventuali pianeti gioviani caldi, nonché di giganti gassosi con massa uguale o maggiore di quella di Giove con periodi orbitali inferiori ai 15 anni; del resto, la presenza di un Giove caldo o di un Giove eccentrico renderebbe instabile l'orbita di un pianeta roccioso nella zona abitabile del sistema, quindi l'assenza di un corpo del genere non è un fattore negativo per la ricerca di pianeti abitabili. Inoltre, uno studio sulle stelle vicine completato nel 1999, che ha utilizzato la camera ad ampio spettro del telescopio spaziale Hubble, aveva escluso la presenza di compagni orbitanti potenzialmente risolvibili dalla strumentazione dell'Hubble; queste ricerche escludevano però solamente la presenza di nane brune o pianeti massicci, senza precludere l'esistenza di pianeti terrestri.
Tuttavia, le ricerche di pianeti extrasolari hanno mostrato una correlazione positiva tra la presenza di pianeti e l'alta metallicità della stella madre, suggerendo che le stelle con bassi valori di metallicità, come τ Ceti, avessero poche probabilità di avere un corteo planetario.

Visione schematica delle orbite dei pianeti del sistema.

#### La scoperta
Nonostante le premesse poco incoraggianti, l'analisi delle variazioni della velocità radiale della stella ha portato alla scoperta, annunciata il 19 dicembre 2012, di un sistema composto da almeno cinque pianeti, le cui masse minime sono comprese tra 2 e 6,7 volte la massa terrestre (si tratterebbe dunque di super Terre) e i cui periodi orbitali vanno dai 14 ai 640 giorni. Uno dei pianeti, denominato τ Ceti e, dista la metà di quanto dista la Terra dal Sole, ed essendo τ Ceti meno luminosa del Sole, sarebbe situato all'interno della zona abitabile, dove è possibile la presenza di acqua liquida in superficie. Il Planetary Habitability Laboratory ha calcolato che anche il quinto pianeta, τ Ceti f, potrebbe trovarsi all'interno della zona abitabile, in prossimità del limite esterno.
Segue un prospetto del sistema di τ Ceti.
| Pianeta | Tipo        | Massa        | Periodo orb.  | Sem. maggiore | Eccentricità |
| ------- | ----------- | ------------ | ------------- | ------------- | ------------ |
| b       | Super Terra | 2,00±0,79 M⊕ | 13,965 giorni | 0,105 au      | 0,16±0,22    |
| c       | Super Terra | 3,11±1,40 M⊕ | 35,362 giorni | 0,195 UA      | 0,03±0,03    |
| d       | Super Terra | 3,50±1,59 M⊕ | 94,11 giorni  | 0,374 UA      | 0,08±0,26    |
| e       | Super Terra | 4,29±2,00 M⊕ | 168,12 giorni | 0,552 UA      | 0,05±0,2     |
| f       | Super Terra | 6,67±3,50 M⊕ | 642 giorni    | 1,35 UA       | 0,03±0,3     |

Il gruppo che fece la scoperta successivamente perfezionò la propria metodologia eseguendo nuovi studi sulla velocità radiale di τ Ceti, pubblicati nell'agosto del 2017. Hanno confermato Tau Ceti "e" ed "f" come candidati ma escludendo l'esistenza di b e c (che avevano orbite con periodi di 0,4 e 1 volta il periodo di rotazione della stella, il che suggeriva che il loro segnale fosse correlato alla rotazione stellare e non a un pianeta orbitante). Vennero invece trovati due nuovi pianeti candidati, Tau Ceti g e h, con orbite di 20 e 49 giorni. Venne trovata anche qualche possibile prova dell'esistenza di Tau Ceti d, tuttavia non furono in grado di confermarlo come un pianeta candidato, in quanto le evidenze della sua esistenza non si manifestarono in tutte le prove fatte.
Modello aggiornato a 4 pianeti
| Pianeta | Tipo        | Massa              | Periodo orb.  | Sem. maggiore | Eccentricità    |
| ------- | ----------- | ------------------ | ------------- | ------------- | --------------- |
| g       | Super Terra | 1,75+0,25 −0,40 M⊕ | 20 giorni     | 0,133 au      | 0,06+0,13 −0,06 |
| h       | Super Terra | 1,83+0,68 −0,26 M⊕ | 49,41 giorni  | 0,243 UA      | 0,23+0,16 −0,15 |
| e       | Super Terra | 3,93+0,83 −0,64 M⊕ | 162,87 giorni | 0,538 UA      | 0,18+0,18 −0,14 |
| f       | Super Terra | 3,93+1,05 −1,37 M⊕ | 636,16 giorni | 1,334 UA      | 0,16+0,07 −0,16 |

Il modello a 4 pianeti risulta potenzialmente stabile per miliardi di anni, ma gli autori affermano che con ulteriori perfezionamenti potrebbero essere rivelati altri candidati esopianeti. Nell'ultimo studio è stato possibile rilevare variazioni della velocità radiale fino a 30 cm/s, tuttavia per rilevare segnali di un possibile esopianeta di dimensioni terrestri sarebbe necessario raggiungere una precisione di 10 cm/s. Le masse dei pianeti stimate sono quelle minime (M sin i), non essendo nota l'inclinazione orbitale. Questo modello è stato elaborato assumendo il valore di 0,783 M⊙ per la massa di Tau Ceti (Teixeira et al., 2009).
La zona abitabile di τ Ceti, entro la quale un pianeta di dimensioni terrestri potrebbe avere acqua liquida in superficie si trova nella fascia distante tra 0,55 e 1,16 UA dalla stella

#### SETI e HabCat

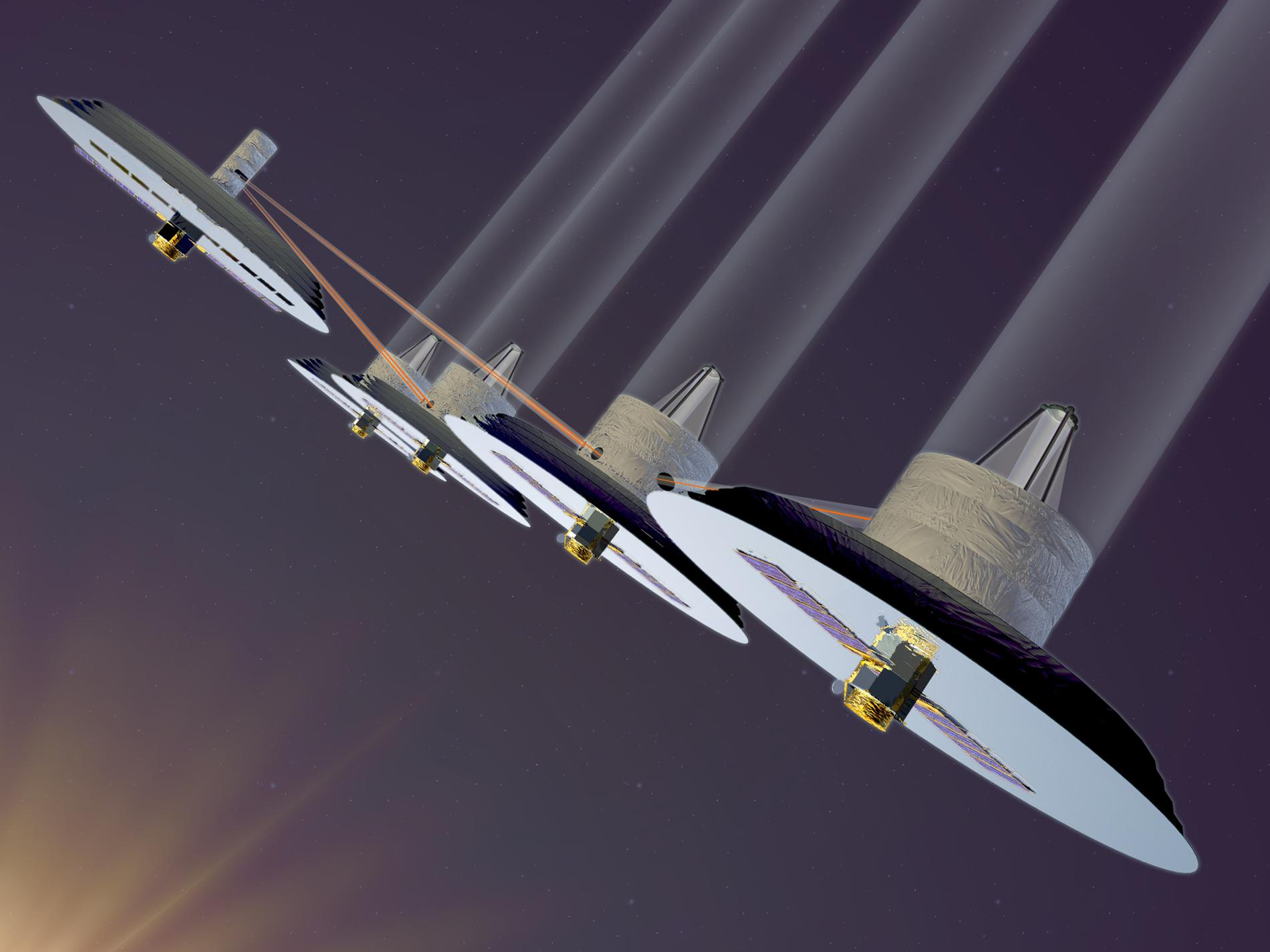
Rappresentazione artistica del Terrestrial Planet Finder.

Il progetto più ottimista tentato fino ad oggi per la ricerca di vita intelligente extraterrestre fu il Progetto Ozma, lanciato nel 1960 dall'astronomo statunitense Frank Drake, che scelse come obiettivi iniziali τ Ceti e ε Eridani, in quanto entrambe stelle vicine e simili al Sole. Il progetto non ebbe però successo, dal momento che non fu rilevato alcun segnale artificiale dopo 200 ore di osservazione. Successive ricerche effettuate nelle onde radio diedero ugualmente esito negativo. La mancanza di risultati positivi non fece comunque diminuire l'interesse degli astrobiologi per questa stella.
Nel 2002, gli astronomi Margaret Turnbull e Jill Tarter compilarono il catalogo dei sistemi stellari abitabili (HabCat), nell'ambito di un altro programma del SETI, denominato Progetto Phoenix. La lista contiene oltre 17000 sistemi stellari potenzialmente abitabili, circa il 10% delle stelle studiate per l'occasione. L'anno seguente, τ Ceti era stata inclusa in un ristretto elenco di 30 stelle che la Turnbull aveva selezionato da una lista di 5000 stelle entro i 100 anni luce dalla Terra, il quale sarebbe poi servito per la ricerca di segnali tramite l'Allen Telescope Array. τ Ceti fa parte anche di una lista base di cinque stelle prese come oggetto di studio della missione Terrestrial Planet Finder (TPF), inizialmente prevista per il 2015 ma poi rinviata a tempo indefinito. Riguardo a tali stelle la Turnbull commentò: «quelli sono i posti dove avrei voluto vivere se Dio avesse messo la Terra attorno ad un'altra stella».

## Il cielo visto da Tau Ceti

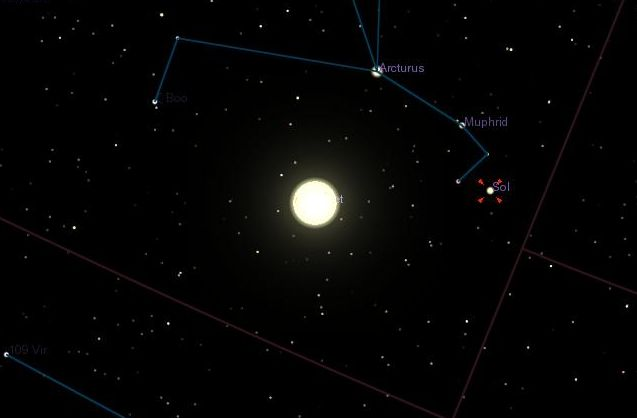
Il cielo visto da ; il Sole è a destra dell'immagine; in alto, Arturo. Celestia.

Visto da un ipotetico osservatore posto su un pianeta di τ Ceti, il cielo non apparirebbe molto differente da quello visibile dal sistema solare: le differenze sostanziali risiedono nel fatto che alcune stelle, che presentano una distanza da τ Ceti differente rispetto a quella che le separa dal Sole, apparirebbero con una diversa luminosità apparente. Innanzi tutto, il Sole si mostrerebbe come una stella di magnitudine di 2,6 nei pressi della stella υ della costellazione del Boote, non lontano dalla più brillante Arturo. Quest'ultima, trovandosi a 46 anni luce da τ Ceti, apparirebbe dunque leggermente più debole che vista dalla Terra e sarebbe di magnitudine di 0,56, così come più deboli apparirebbero Vega, che dista 32 anni luce da τ Ceti, e Sirio, che trovandosi ad oltre 12 anni luce da τ Ceti, sarebbe uguagliata in brillantezza da Canopo: queste ultime sarebbero le stelle più brillanti del cielo, con una magnitudine pari a −0,65. Sensibilmente più debole che vista dalla Terra sarebbe α Centauri, che a 13,5 anni luce di distanza sarebbe poco più brillante del Sole, con una magnitudine di +2,47.
Le stelle più vicine a τ Ceti, YZ Ceti e il sistema di Luyten 726-8, non sarebbero visibili a occhio nudo, data la loro bassa luminosità, mentre una stella che apparirebbe decisamente più luminosa che vista dalla Terra è ε Eridani, la terza stella in assoluto più vicina a τ Ceti: da una distanza di 5,5 anni luce, brillerebbe con una magnitudine di 2,31, apparendo quindi anche lievemente più brillante del Sole.

## Nella cultura

### Etimologia
τ Ceti non ha un nome tradizionale ampiamente conosciuto, a differenza di altre stelle famose fin dalle epoche antiche per la loro luminosità o per altre ragioni. L'astronomo tedesco Johann Bayer le assegnò l'attuale designazione di "τ Ceti" nel suo catalogo Uranometria del 1603. Bayer, nel suo sistema di nomenclatura, era solito attribuire una lettera dell'alfabeto greco alle stelle principali di ogni costellazione iniziando dalla prima lettera, Alfa, riservata alla stella più brillante, e così via in ordine decrescente di luminosità. Tuttavia egli spesso derogava a questa regola, e così fece anche per τ Ceti, in quanto la stella è la sesta più luminosa della propria costellazione, mentre la lettera tau è la diciannovesima dell'alfabeto greco.
Uno dei nomi propri della stella è Durre Menthor, derivato dall'arabo الدر المنثور (Al-Durr al-Manthūr, "Le perle sparse"), mentre nel catalogo stellare dell'egiziano Muhammad al-Akhsasi al-Muwaqqit (scritto attorno al 1650) era designata come تالت ألنعامة , (Thālith al-Naʽāmāh), che tradotta in latino divenne Tertia Struthionum, il "terzo struzzo".
In Cina è conosciuta come la quinta stella di 天倉 (Tiān Cāng), un asterismo che comprendeva, oltre a τ Ceti, anche ι Ceti, η Ceti, ζ Ceti, θ Ceti e 57 Ceti
.

### Tau Ceti nella fantascienza
Molte stelle luminose, come Sirio, Alfa Centauri o Vega, sono spesso citate nella cultura popolare, in opere letterarie non fantascientifiche o nella mitologia. τ Ceti, nonostante possa essere vista dalla maggior parte delle regioni abitate della Terra, non è quasi mai citata nelle opere a carattere generale, a causa della mancanza di un nome tradizionale e del suo aspetto poco appariscente in cielo. I suoi punti d'interesse sono puramente astronomici: è la stella singola di classe G più vicina alla Terra, fatto che la fa ritenere una delle stelle più vicine in grado di ospitare pianeti che possano supportare forme di vita. La vicinanza e la somiglianza con il Sole hanno reso τ Ceti una delle stelle più menzionate in opere letterarie e cinematografiche a carattere fantascientifico, ambito nel quale la denominazione di Bayer, più tecnica di un nome proprio, può rappresentare più un vantaggio che un danno.
In ambito letterario uno degli autori più importanti è Isaac Asimov: nel Ciclo dei Robot, in particolare nel romanzo I robot dell'alba, τ Ceti è la stella madre del pianeta Aurora, il primo mondo extrasolare colonizzato dagli spaziali, i primi terrestri a fondare colonie nello spazio.
Una luna del pianeta E di τ Ceti è sede della prima colonia terrestre fuori dal Sistema Solare nel romanzo Aurora di Kim Stanley Robinson. Il titolo, che è il nome di tale luna, è un evidente omaggio a I robot dell'alba di Asimov.
In vari altri romanzi τ Ceti è rappresentata come stella madre di un sistema planetario. I reietti dell'altro pianeta, di Ursula K. Le Guin, è interamente ambientato sul pianeta Urras, che orbita intorno a τ Ceti, e sul suo satellite Anarres.  In Hyperion, di Dan Simmons, la capitale dell'Egemonia Umana è il pianeta Tau Ceti Centro (TC²)*. Nel Ciclo dell'Invasione e nel Ciclo della Colonizzazione di Harry Turtledove la Terra del periodo della seconda guerra mondiale viene invasa dalla Razza, una specie rettiloide proveniente dal secondo pianeta del sistema di τ Ceti, il quale viene chiamato da essi "Casa". Nell'Universo della Lega e della Confederazione immaginato dalla scrittrice C. J. Cherryh, intorno a τ Ceti orbita un pianeta abitabile chiamato Pell, che diviene il centro principale della Lega dei Mercanti.
In una serie di libri della Phoenix Pick, chiamata The Stellar Guild, il primo libro, scritto da Kevin J. Anderson, si intitola Tau Ceti, e descrive la storia di una nave generazionale dal nome The Beacon lanciata dalla Terra in direzione del pianeta Sarbras, che fa parte del sistema di τ Ceti.
Tau Ceti è anche il sistema stellare verso cui si dirige la nave Rama III, nel romanzo Il segreto di Rama che chiude il ciclo di Rama, scritto da Arthur C. Clarke e Gentry Lee.
Anche in campo cinematografico e televisivo la stella è stata citata in diverse produzioni. Nel film Barbarella, di Roger Vadim e interpretato da Jane Fonda, la protagonista viene inviata dal Presidente della Terra nel sistema di τ Ceti, per ritrovare il Dottor Duran Duran, inventore del Raggio Cosmico. Nell'universo di Star Trek la stella è menzionata in varie circostanze. Nel film Star Trek II - L'ira di Khan, il pianeta Tau Ceti IV è il porto di partenza della Kobayashi Maru, un'astronave fittizia che gli ufficiali della Flotta Stellare devono tentare di salvare in un test mirato a misurarne il carattere. τ Ceti è anche il sistema natio del "viaggiatore", un misterioso umanoide che nell'episodio Dove nessuno è mai giunto prima, della serie Star Trek: The Next Generation, scaglia l'Enterprise ad una distanza inimmaginabile con un metodo sconosciuto per l'equipaggio della flotta. Nella medesima serie, nell'episodio Cospirazione, il Capitano Picard incontra un suo vecchio amico in segreto, il Capitano Walker Keel, su un esotico bar di Tau Ceti Prime, il pianeta principale del sistema di τ Ceti che, nella serie Star Trek: Voyager è anche il luogo di morte del padre del Capitano Janeway. Se nel "normale" universo di Star Trek la Battaglia di Wolf 359 rappresenta la maggior disfatta della Flotta Stellare (contro i Borg), nell'Universo dello specchio della celebre serie televisiva, la Battaglia di Tau Ceti rappresenta invece la sconfitta con maggiori perdite dell'Impero Terrestre contro gli alieni ribelli. In totale, quattro sono i pianeti abitati attorno a τ Ceti nella saga di Star Trek: Tau Ceti Primo, Tau Ceti III, Tau Ceti IV, e Tau Alpha C.
Nella serie televisiva del 1982 Il principe delle stelle, il protagonista è in realtà il principe ereditario del pianeta Quadris, che orbita attorno a τ Ceti. Costretto a fuggire dal suo mondo conquistato da una specie intergalattica, si rifugia sul più vicino pianeta abitabile, la Terra, dove, sotto il nome di Matthew Star, cercherà di affinare i poteri che la sua specie possiede, ancora deboli a causa della giovane età.
I dintorni della stella fungono da ambientazione anche in alcuni videogiochi; la stella in particolare dà il nome a Tau Ceti, gioco per computer ideato da Pete Cooke. In questo gioco un pianeta del sistema di τ Ceti viene conquistato da dei robot ribelli, che ne difendono i confini; compito del giocatore è quello di arrivare da solo e su una piccola navetta, nella capitale Centralis, per poi spegnere il reattore centrale che alimenta i robot. In un altro videogioco, System Shock 2, ambientato nel 2114, la nave stellare Von Braun deve rispondere a un segnale di soccorso proveniente da Tau Ceti V, quinto pianeta del sistema; in realtà il segnale si rivelerà essere la trappola di un virus progettato da SHODAN, un'intelligenza artificiale che nella precedente versione del gioco era stata apparentemente distrutta.

### Testi generici
- AA.VV, L'Universo - Grande enciclopedia dell'astronomia, Novara, De Agostini, 2002.
- J. Gribbin, Enciclopedia di astronomia e cosmologia, Milano, Garzanti, 2005, ISBN 88-11-50517-8.

### Sulle stelle
- (EN) Martha Evans Martin; Donald Howard Menzel, The Friendly Stars: How to Locate and Identify Them, Dover, Courier Dover Publications, 1964,  pagine 147, ISBN 0-486-21099-5.
- R. J. Tayler, The Stars: Their Structure and Evolution, Cambridge University Press, 1994,  p. 16, ISBN 0-521-45885-4.
- A. De Blasi, Le stelle: nascita, evoluzione e morte, Bologna, CLUEB, 2002, ISBN 88-491-1832-5.
- C. Abbondi, Universo in evoluzione dalla nascita alla morte delle stelle, Sandit, 2007, ISBN 88-89150-32-7.
- (EN) Fred Schaaf, The Brightest Stars: Discovering the Universe through the Sky's Most Brilliant Stars, John Wiley & Sons, Incorporated, 2008,  pagine 288, ISBN 978-0-471-70410-2.

### Carte celesti
- Toshimi Taki, Taki's 8.5 Magnitude Star Atlas, su geocities.jp, 2005. URL consultato l'8 luglio 2013 (archiviato dall'url originale il 5 novembre 2018). - Atlante celeste liberamente scaricabile in formato PDF.
- Tirion, Rappaport, Lovi, Uranometria 2000.0 - Volume II: The Southern Hemisphere to +6°, Richmond, Virginia, USA, Willmann-Bell, inc., 1987, ISBN 0-943396-15-8.
- Tirion, Sinnott, Sky Atlas 2000.0 - Second Edition, Cambridge, USA, Cambridge University Press, 1998, ISBN 0-933346-90-5.
- Tirion, The Cambridge Star Atlas 2000.0, 3ª ed., Cambridge, USA, Cambridge University Press, 2001, ISBN 0-521-80084-6.